# Tom Fassaert
Pour les articles homonymes, voir Fassaert.
 (février 2019).
Si vous disposez d'ouvrages ou d'articles de référence ou si vous connaissez des sites web de qualité traitant du thème abordé ici, merci de compléter l'article en donnant les références utiles à sa vérifiabilité et en les liant à la section « Notes et références ».
Tom Fassaert, né le 25 août 1979 à Naarden,,, est un réalisateur, scénariste et photographe néerlandais.

## Filmographie

### Cinéma et téléfilms
- 2006 : Doel leeft
- 2011 : De engel van Doel
- 2014 : A Family Affair

## Vie privée
Il est le frère de l'actrice Janna Fassaert.